# Munique (distrito)
Munique é um distrito da Alemanha, na região administrativa de Oberbayern, estado de Baviera.

## Cidades e Municípios
- Cidades:

1. Garching
2. Unterschleißheim

- Municípios:

1. Aschheim
2. Aying
3. Baierbrunn
4. Brunnthal
5. Feldkirchen
6. Gräfelfing
7. Grasbrunn
8. Grünwald
9. Haar
10. Höhenkirchen-Siegertsbrunn
11. Hohenbrunn
12. Ismaning
13. Kirchheim
14. Neubiberg
15. Neuried
16. Oberhaching
17. Oberschleißheim
18. Ottobrunn
19. Planegg
20. Pullach
21. Putzbrunn
22. Sauerlach
23. Schäftlarn
24. Straßlach-Dingharting
25. Taufkirchen
26. Unterföhring
27. Unterhaching